# Fellner és Helmer színházépületeinek listája
A Fellner & Helmer építésziroda színházépületeinek időrendi jegyzéke
| Építés éve | Város                                     | Épület neve                                                                                  | Építtető                                                                  | Megnyitás dátuma     | Megnyitó előadás | Utolsó előadás dátuma                                                     |
| ---------- | ----------------------------------------- | -------------------------------------------------------------------------------------------- | ------------------------------------------------------------------------- | -------------------- | --- | ------------------------------------------------------------------------- |
| 1870       | Brno (Brünn)                              | ideiglenes színház                                                                           | Brno városa                                                               | 1871. január 1.      | Wolfgang Amadeus Mozart: Don Giovanni | 1882. április 5.                                                          |
| 1870-1873  | Varasd (Varaždin, Warasdin)               | Horvát Nemzeti Színház (Városi Színház és vigadó)                                            | Varasd városa                                                             | 1873. szeptember 25. | Ivan Kukuljević Sakcinski: Poturica |                                                                           |
| 1871-1872  | Bécs                                      | Városi Színház                                                                               | Magán Alapító RT                                                          | 1872. szeptember 15. | Friedrich Schiller: Demetrius | 1884. május 16-án leégett                                                 |
| 1871-1875  | Temesvár (Timișoara)                      | Városi Színház (színház, szálloda és vigadó)                                                 | Színház-, Hotel- és Vigadóépítő Rt.                                       | 1875. szeptember 22. | Arisztophanész: A nőuralom | 1880. április 30-án leégett                                               |
| 1874-1875  | Budapest                                  | Népszínház                                                                                   | Népszínház Rt.                                                            | 1875. október 15.    | C. Huber: Kuss des Königs | 1965-ben a metróépítés miatt lebontották.                                 |
| 1876-1877  | Augsburg                                  | Városi Színház                                                                               | Augsburg városa                                                           | 1877. november 26.   | Ludwig van Beethoven: Fidelio; Carl Maria von Weber: Jubileumi nyitány                                                                   |                                                                           |
| 1881-1882  | Brno (Brünn)                              | Mahen Színház (Városi Színház)                                                               | Brno városa                                                               | 1882. október 30.    | Johann Wolfgang von Goethe: Egmont |                                                                           |
| 1881-1883  | Liberec                                   | F. X. Salda Színház (Városi Színház)                                                         | Liberec városa                                                            | 1883. szeptember 30. | Friedrich Schiller: Tell Vilmos |                                                                           |
| 1882-1883  | Szeged                                    | Szegedi Nemzeti Színház (Városi Színház)                                                     | Szeged városa                                                             | 1883. október 14.    | Ünnepi hangverseny és Dóczy Lajos Utolsó szerelem c. darabjának első felvonása                                                           |                                                                           |
| 1883-1885  | Fiume (Rijeka)                            | „Ivan Zajc” Nemzeti Színház (Városi Színház)                                                 | Fiume városa                                                              | 1885. október 5.     | Giuseppe Verdi: Aida |                                                                           |
| 1884-1886  | Karlovy Vary (Karlsbad)                   | Városi Színház                                                                               | Karlsbad városa                                                           | 1886. május 15.      | Wolfgang Amadeus Mozart: Figaro házassága                                                                                                |                                                                           |
| 1884-1887  | Odessza                                   | Állami Akadémiai Operaház és Balett (Városi Színház)                                         | Ogyessza városa                                                           | 1887. október 13.    | |                                                                           |
| 1885-1886  | Pozsony (Bratislava)                      | Nemzeti Színház                                                                              | Pozsony városa                                                            | 1886. szeptember 22. | Erkel Ferenc: Bánk bán |                                                                           |
| 1886-1887  | Prága                                     | Állami Opera (Új Német Színház)                                                              | Prágai Német Színházegylet                                                | 1888. január 5.      | Richard Wagner: A nürnbergi mesterdalnokok                                                                                               |                                                                           |
| 1887-1888  | Bécs                                      | Etablissement Ronacher (Ronacher-féle koncert- és bálház)                                    | Anton Ronacher                                                            | 1888. április 21.    | |                                                                           |
| 1888-1889  | Tata                                      | Kastélyszínház                                                                               | Esterházy Miklós gróf                                                     | 1889. október 4.     | Reimann Rezső előjátéka és nyitánya; Éder Pál: Jegyes egy órára; Leo Friedrich: Gödöllő                                                  | A használaton kívül került, megrongálódott épületet 1913-ban lebontották. |
| 1888-1889  | Bécs                                      | Népszínház (Német Népszínház)                                                                | A Német Népszínház Egyesülete                                             | 1889. szeptember 14. | Ludwig Anzengruber: Der Fleck auf der Ehr                                                                                                |                                                                           |
| 1890-1891  | Zürich                                    | Operaház (Városi Színház)                                                                    | Zürichi Színház RT                                                        | 1891. október 1.     | Richard Wagner: Lohengrin |                                                                           |
| 1891-1892  | Berlin                                    | Berlini Vígopera (Theater unter den Linden)                                                  | Aktien-Bau-Verein                                                         | 1892. szeptember 24. | Adolf Ferron: Daphne; Gaulés Hassreiter: Die Welt in Bild und Tanz                                                                       |                                                                           |
| 1891-1892  | Bécs                                      | Kiállítási Színház                                                                           | Az 1892-es bécsi Nemzetközi Zenei és Színházi Kiállítás Igazgatósága      | 1892. május 7.       | Johann Wolfgang von Goethe: Stella, Die Mitschuldigen                                                                                    | 1892-ben a kiállítás bezárása után lebontották                            |
| 1892-1893  | Salzburg                                  | Tartományi Színház (Városi Színház)                                                          | Salzburg városa                                                           | 1893. október 1.     | Wolfgang Amadeus Mozart: Titus-nyitány; Ludwig Fulda: Der Talisman                                                                       |                                                                           |
| 1892-1894  | Wiesbaden                                 | Wiesbadeni Hesseni Állami Színház (Városi és Királyi Udvari Színház)                         | Wiesbaden városa                                                          | 1894. szeptember 16. | Ludwig van Beethoven: Házavatás-nyitány; Richard Wagner Tannhäuserének 2. felvonása; Georg von Hülsen és J. Lauff ünnepi játéka          |                                                                           |
| 1893-1894  | Budapest                                  | Operettszínház (Somossy Orfeum)                                                              |                                                                           | 1894                 | |                                                                           |
| 1893-1895  | Zürich                                    | Zenede és Kongresszusi Épület (Tonhalle)                                                     | Tonhalle-Gesellschaft                                                     | 1895. október 19-22. | Johannes Brahms: Győzelmi ének; Ludwig van Beethoven: IX., d-moll (Örömóda-)szimfónia                                                    |                                                                           |
| 1894-1895  | Zágráb (Agram)                            | Horvát Nemzeti Színház (Királyi Horvát Tartományi és Nemzeti Színház)                        | Horvátország-Szlavónia és Dalmácia kormánya                               | 1895. október 14.    | Ivan Zajc: Nikola Šubić Zrinjski (Zrínyi Miklós)                                                                                         |                                                                           |
| 1894-1896  | Jászvásár (Iași)                          | 1956-tól „Vasile Alecsandri” Nemzeti Színház (Nemzeti és Udvari Színház)                     | Román Királyság                                                           | 1896. december 1-2.  | Flechtenmacher: Uvertura Naţională, Costache Negruzzi: Muză dela Burdujeni, Vasile Alecsandri: Cinel-Cinel, Matei Millo: Poetul dramatic |                                                                           |
| 1895-1896  | Budapest                                  | Vígszínház                                                                                   | Színház Rt                                                                | 1896. május 1.       | Jókai Mór: A Barangok vagy A paeoniai vojvoda                                                                                            |                                                                           |
| 1895-1896  | Kecskemét                                 | Katona József Színház (Városi Színház)                                                       | Kecskemét városa                                                          | 1896. október 14.    | Katona József: Bánk bán |                                                                           |
| 1896-1897  | Ravensburg                                | Koncertház                                                                                   | AG „Saalbauverein Ravensburg”                                             | 1897. november 14.   | |                                                                           |
| 1897-1898  | Berndorf                                  | Városi Színház (Munkásszínház)                                                               | Arthur Krupp, Berndorfer Metallwarenfabrik AG                             | 1899. szeptember 27. | C. Karlweis: Der kleine Mann |                                                                           |
| 1898       | Mainz                                     | Állami Színház (átépített Városi Színház)                                                    | Mainz városa                                                              | 1899. szeptember 18. | Charles Gounod: Faust |                                                                           |
| 1898-1899  | Graz                                      | Operaház (Városi Színház)                                                                    | Graz városa                                                               | 1899. szeptember 16. | Friedrich Schiller: Tell Vilmos |                                                                           |
| 1899-1900  | Nagyvárad (Oradea)                        | Nagyváradi Állami Színház                                                                    | Nagyvárad városa – Magyar Kereskedők Alapítványa                          | 1900. október 15.    | Váradi A.: Az új színház; Élőképek; Erkel Ferenc: Bánk bán, 1. felvonás, A szultán, Hunyadi László                                       |                                                                           |
| 1899-1900  | Hamburg                                   | Deutsches Schauspielhaus (Német Játékszín)                                                   | Deutsches Schauspielhaus AG                                               | 1900. szeptember 15. | Johann Wolfgang von Goethe: Iphigénia Taurisban                                                                                          |                                                                           |
| 1901-1902  | Fürth                                     | Városi Színház                                                                               | Fürth városa és polgárai                                                  | 1902. szeptember 17. | Ludwig van Beethoven: Fidelio |                                                                           |
| 1903-1904  | Toruń (Thorn)                             | Wilam Horzyca Színház (Városi Színház)                                                       | Torún városa                                                              | 1904. október 1.     | O. Lindau: Als die Preußen kamen; Friedrich Schiller: Wallensteins Lager                                                                 |                                                                           |
| 1904-1905  | Csernyivci (Czernowitz)                   | „Olga Kobiljanszka” Színház (Városi Színház)                                                 | Czernowitz városa                                                         | 1905. október 3.     | Anton Norst: Der Musen Einzug; Ludwig van Beethoven: Házavatás-nyitány; Franz von Schönthan: Maria Theresia                              |                                                                           |
| 1904-1905  | Darmstadt                                 | Hesseni Állami Levéltár (Nagyhercegi Udvari Színház) átépítése                               | a hesseni nagyherceg és a tartományi rendek                               | 1905. szeptember 17. | Richard Wagner: A bolygó hollandi |                                                                           |
| 1905-1906  | Szófia                                    | „Ivan Vazov” Bolgár Nemzeti Színház                                                          | Bolgár Fejedelemség                                                       | 1907. január 3-16.   | Dobri Hrisztov: Ünnepi nyitány; Ivan Vazov: A művészet dicsősége; Vaszil Drumev Ivanko c. drámájának 3. felvonása                        |                                                                           |
| 1904-1906  | Kolozsvár (Cluj)                          | Nemzeti Színház                                                                              | Magyar Királyság                                                          | 1906. szeptember 8.  | Herczeg Ferenc: Bujdosók |                                                                           |
| 1905       | Bécs                                      | Tűzmodell-színház                                                                            | Ausztriai Mérnökök és Építészek Egyesülete és Alsó-Ausztria helytartósága |                      | |                                                                           |
| 1906-1907  | Jablonec nad Nisou (Gablonz an der Neiße) | Városi Színház                                                                               | Jablonec városa                                                           | 1907. szeptember 21. | Ludwig van Beethoven: Házavatás; Ifj. Johann Strauss: A denevér – Nyitány; Gustav Kadelberg és Richard Skowronek: Husarenfieber          |                                                                           |
| 1906-1907  | Gießen                                    | Városi Színház                                                                               | Gießen Színházi Egyesülete                                                | 1907. július 23.     | Heinrich von Kleist: Der zerbrochene Krug; Friedrich Schiller: Wallensteins Lager                                                        |                                                                           |
| 1906-1909  | Mladá Boleslav (Jungbunzlau)              | Jaroslav Průcha Színház (Városi Színház)                                                     | Boleslav városa                                                           | 1909. november 21.   | Alois Jirásek: Lucerna |                                                                           |
| 1908-1909  | Baden bei Wien                            | Városi Színház                                                                               | Baden városa                                                              | 1909. szeptember 2.  | Franz Grillparzer: König Ottokars Glück und Ende; Johann Strauss: A denevér                                                              |                                                                           |
| 1908-1910  | Klagenfurt                                | Városi Színház (I. Ferenc József császár Jubileumi Színház)                                  | Klagenfurt városa                                                         | 1910. szeptember 22. | Friedrich Schiller: Tell Vilmos |                                                                           |
| 1909-1910  | Český Těšín (Teschen)                     | A. Mickiewicz Színház (Városi Színház)                                                       | Színházépíttető Egyesület és Teschen városa                               | 1910. szeptember 24. | Franz Grillparzer: Des Meeres und der Liebe Wellen                                                                                       |                                                                           |
| 1911-1913  | Bécs                                      | Bécsi Koncertház és Akadémia (Hangversenyház és Cs. és Kir. Zenei és Színművészeti Akadémia) | Koncertház Társaság és a belügyminisztérium                               | 1913. október 19.    | |                                                                           |